# Raúl Richter
Raúl Amadeus Mark Richter (Berlino, 31 gennaio 1987) è un attore, doppiatore e conduttore televisivo tedesco.

## Biografia
È il fratello dell'attore e doppiatore Ricardo Richter, hanno vissuto i loro primi quattro anni di vita a Lima, in Perù.

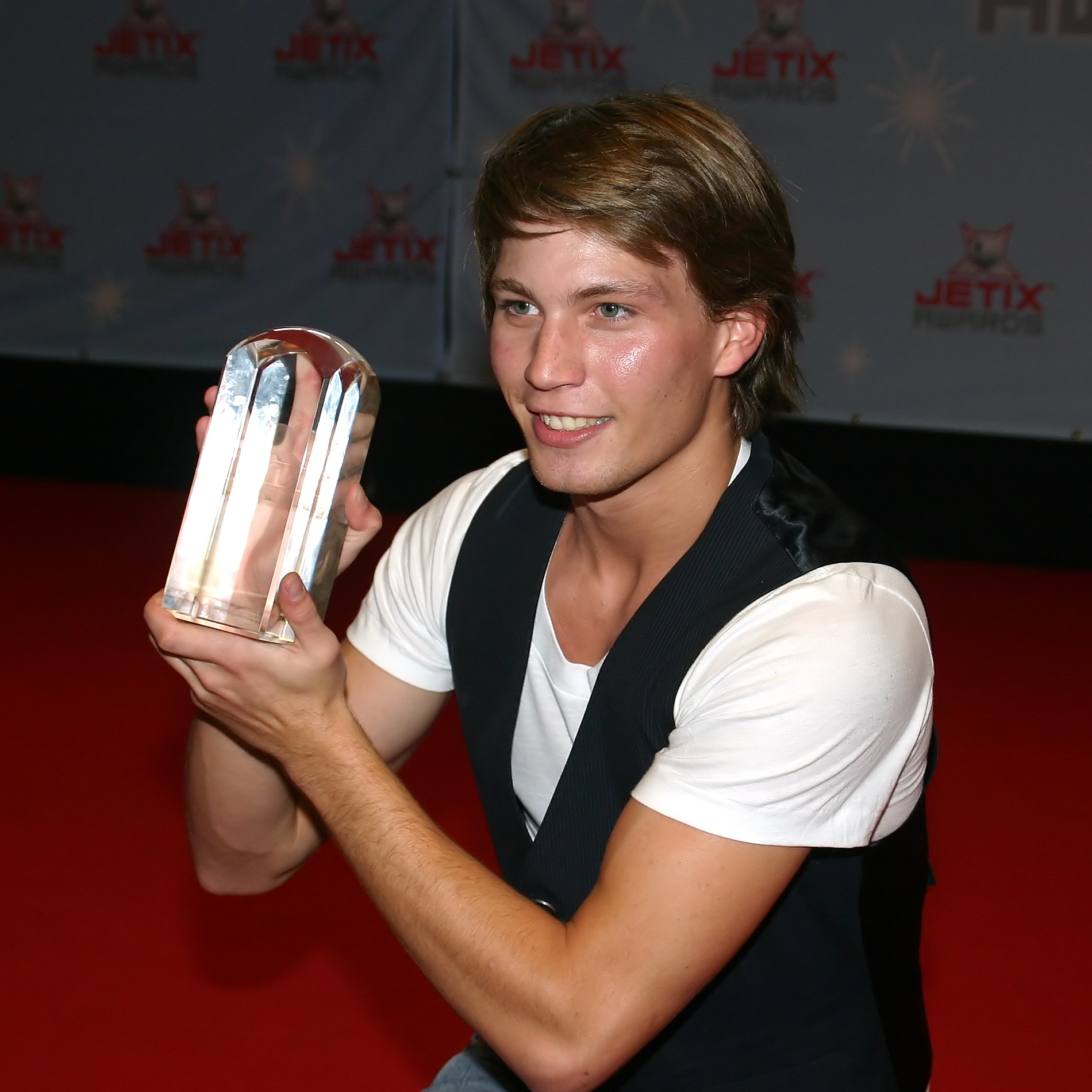
Raúl Richter alla premiazione del premio Jetix nel 2008

Dopo essersi diplomato presso Königin-Luise-Stiftung di Berlino ha preso lezioni private di recitazione da Michael Gräwe.
È diventato famoso tramite la serie televisiva Gute Zeiten, schlechte Zeiten, nella quale ha interpretato il personaggio Dominik Gundlach dal dicembre 2007 al 2014.
Nel 2013 ha condotto il talent show Deutschland sucht den Superstar con Nazan Eckes.

### Vita privata
Dall'aprile 2015 all'ottobre 2016 ha avuto una relazione sentimentale con l'attrice e cantante Valentina Pahde. Dall'autunno del 2018 a giugno 2022 ha avuto una relazione con la conduttrice televisiva Vanessa Schmitt, dopo un periodo di separazione hanno ripreso la loro relazione.

## Filmografia

### Televisione
- KDD – Kriminaldauerdienst - serie TV (2007)
- Gute Zeiten, schlechte Zeiten - serie TV (2007-2014)
- Squadra Speciale Cobra 11 (Alarm für Cobra 11 – Die Autobahnpolizei) - serie TV (1 episodio) (2011)
- Countdown (Countdown - Die Jagd beginnt) - serie TV (1 episodio) (2012)
- Soko 5113 - serie TV (1 episodio) (2014)
- Rosamunde Pilcher - L'eredità di nostro padre (Rosamunde Pilcher: Das Vermächtnis unseres Vaters) - regia di Marco Serafini - film TV (2018)
- Medici in corsia (In aller Freundschaft - Die jungen Ärzte) - serie TV (1 episodio) (2018)
- La nave dei sogni - Viaggio di nozze (Kreuzfahrt ins Glück) - serie TV (1 episodio) (2018)
- Magda macht das schon! - serie TV (1 episodio) (2019)
- Hamburg Distretto 21 (Notruf Hafenkante) - serie TV (2021-in corso)

## Doppiaggio

### Film
- Caleb Landry Jones in X-Men - L'inizio (2011)
- Eddie Redmayne in Les Misérables (2012)
- Ben Schnetzer in Pride (2014)

### Film d' animazione
- Nod in Epic - Il mondo segreto

### Serie televisive
- Lucas Grabeel in Smallville
- Richard Brancatisano in Power Rangers Mystic Force
- Mitch Morris in Queer as Folk
- Brando Eaton in American Horror Story

### Serie televisive d'animazione
- Dende in Dragon Ball Z,  Dragon Ball GT
- Renton Thurston in Eureka Seven
- Masataka Takayanagi in Inferno e paradiso
- Mark King in Lasciate in pace i koala
- Yūichi Taira in Paranoia Agent
- Martin DaCosta in Mobile Suit Gundam SEED
- Natsuo Sagan in Loveless
- Sôma Yukihira in Food Wars! - Shokugeki no Soma
- Chikara Ennoshita in Haikyu!!
- Bakuto in The Defenders

## Doppiatori italiani
Nelle versioni in italiano delle opere in cui ha recitato, Raúl Richter è stato doppiato da:
- Alessio Nissolino in Rosamunde Pilcher - L'eredità di nostro padre